# Casa Romuli
La Casa Romuli ("capanna di Romolo"), conosciuta anche come tugurium Romuli, era reputata la dimora del leggendario fondatore e primo re di Roma, Romolo (date tradizionali 771-717 a.C.). Era situata all'angolo sud-occidentale del colle Palatino, dove scende verso il Circo massimo, vicino ai cosiddetti "passaggi di Cacus", le cui sommità (supercilium) erano considerate come i terminali della Roma quadrata.
Era la capanna monolocale tradizionale da contadini dei latini, con il tetto di paglia e pareti di canne e fango, come sono riprodotte in miniatura nelle caratteristiche urne funerarie della cosiddetta cultura laziale (ca. 1000 - ca. 600 a.C.).

## Storia
Nel corso dei secoli, la casa è stata ripetutamente danneggiata da incendi e tempeste, ma accuratamente restaurata al suo stato originale in ogni occasione. La distruzione da fuoco viene riportata nel 38 a.C., durante una cerimonia svoltasi all'interno della casa da parte dei pontifices ("Collegio dei Sommi Sacerdoti"), presumibilmente un olocausto per Romolo nel suo stato divinizzato come il dio Quirinus, durante il quale l'altare del fuoco probabilmente è sfuggito al controllo. L'ultimo fuoco è stato riportato nel 12 a.C., per la morte di Marco Vipsanio Agrippa, braccio destro del primo imperatore romano, Augusto (in carica dal 30 a.C. al 14 d.C.). In questa occasione, la casa sembra sia stata incendiata da alcuni corvi che fanno cadere pezzi di carne che brucia, ancora una volta strappati da un altare, sul tetto di paglia. È stato ipotizzato che un tugurium Faustuli sul Palatino citato una volta da Gaio Giulio Solino al tempo dell'imperatore Costantino I (che regnò dal 312 al 337) fosse in realtà la casa Romuli ancora esistente.
Una seconda casa Romuli è riportata nelle fonti classiche, sul colle Capitolino, probabilmente una replica dell'originale, vicino alla Curia Calabra. È l'ultima menzionata nel 78.

## Archeologia

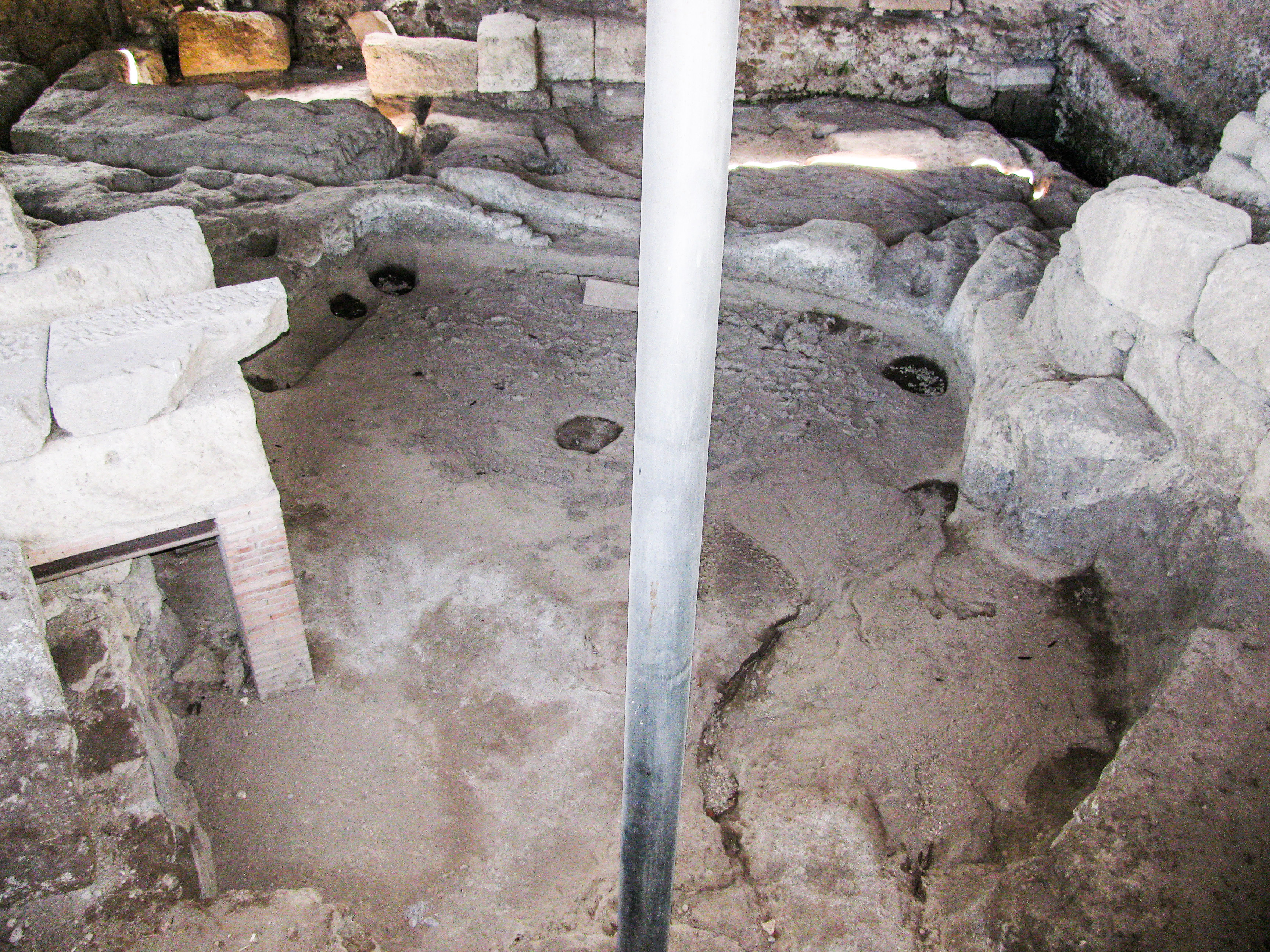
Scavi coi fori neolitici di capanne sul Palatino, possibile Casa Romuli

A oggi, gli archeologi non sono stati in grado d'identificare definitivamente la casa Romuli da eventuali resti ancora esistenti. Un candidato forte è il più grande di un gruppo di abitazioni le cui fondamenta furono rinvenute nella posizione appropriata durante gli scavi nel 1946. 
Le fondamenta della dimora sono state scavate nella roccia tufacea, con un perimetro di 4,9m x 3,6m a forma ovaloide. Sei buche disposte in un cerchio, una delle quali al centro, erano presumibilmente destinate ad alloggiare, rispettivamente, i pali di sostegno per le pareti e per il tetto. Materiale organico trovato nel sito è stato datato alla prima età del Ferro italiana (ca. 900-700 aC).

### Riferimenti antichi
- Cassio Dione Cocceiano Storia romana (ca. 230 dC)
- Dionigi di Alicarnasso Antichità romane (ca. 10 aC)
- Plutarco Vite parallele (ca. 100 dC)
- Marco Vitruvio Pollione De Architectura (ca. 25 aC)

### Riferimenti moderni
- (EN)  Cornell, T.J. (1995) The Beginnings of Rome
- (EN)  Samuel Ball Platner e Thomas Ashby, A Topographical Dictionary of Ancient Rome, Londra, Oxford University Press, 1929, In-8°, XVII-608 p.
- Jérôme Carcopino, La vita quotidiana a Roma
- (EN)  Lawrence Richardson, A New Topographical Dictionary of Ancient Rome, Baltimora (Johns Hopkins University Press, 1992), XXXIV-458 p., ISBN 978-0-8018-4300-6.
- Questo articolo incorpora testo ora di pubblico dominio: Casa Romuli, pag. 389, online su Google books, da  Famiano Nardini; Ottavio Falconieri; Flaminio Vacca, Roma antica, vol. 1, 2ª ed., Roma, G. Andreoli, 1704,  p. 607.